# Vojskova (Una)
Vojskova je rijeka u BiH.
Izvire u blizini mjesta Arapuša u Unsko-sanskoj županiji. Tok joj je dugačak 35 km i teče kroz tri općine: Bosanska Krupa, Krupa na Uni i Bosanski Novi. Ulijeva se u Unu u mjestu Rudice.
Vojskova se može podičiti iznimnom čistoćom svoje vode. U njoj žive mnoge životinjske vrste, poput rakova i riba, posebno pastrvka. U njezinom toku se nalazi mnoštvo izvora vode od kojih su najpoznatija Široko i Ciganjsko vrelo.
Vojskova je u svome porječju oblikovala više naplavnih ravni. Najveća takva ravan su Balinje bare u Krupi na Uni. Te su bare stoljećima omogućavale stanovništvu iz Donjeg Dubovika da prehrani svoje blago za vrijeme oštre bosanske zime.
Ljeti Vojskova pruža osvježenje. Najpoznatije kupalište je kod mlina Kojnovca.